# Leones Con Flow Tour
Leones Con Flow Tour es la primera gira oficial de conciertos del cantante y rapero argentino Paulo Londra, realizada para promocionar su mixtape Dímelo (2018). La gira comenzó el 8 de junio de 2018 en San Fernando del Valle (Argentina) y culminó el 2 de diciembre de 2018 en Monterrey (México).

## Antecedentes
Antes de comenzar con la gira oficial, Londra brindó una serie de shows, entre abril y mayo, en distintas localidades de Argentina, donde se presentó en varios clubes nocturnos. En mayo del 2018, anunció formalmente la primera fecha de su tour en el teatro Gran Rex, cuyas entradas se agotaron de forma inmediata. El 4 de junio de 2018, Londra publicó su primer mixtape titulado Dímelo. Ese mismo mes, anunció las primeras fechas que darían inicio a su primera gira, la cual recorrería varias provincias de Argentina, entre ellas: Catamarca, Salta, Jujuy, Chaco, San Luis, Córdoba, Buenos Aires y Misiones.
El 27 de julio de 2018, debido a la demanda, Londra agregó una nueva fecha en el Quality Espacio de Córdoba, donde agotó todas las entradas. Asimismo, anunció tres shows más en el Gran Rex, dos en Rosario y uno en Chile. En agosto, Paulo comunicó que se estaría presentando en la Fiesta de la Primavera en Tunuyán. En septiembre, confirmó una cuarta fecha en el Gran Rex, y además que se estaría presentando en Montevideo (Uruguay), Mendoza, San Juan y Corrientes. Ese mismo mes, anunció que estaría de gira por Bolivia, Perú y México.

## Recepción

### Comentarios de la crítica
En una reseña para la revista Billboard, Santiago Torres otorgó al show una crítica positiva, escribiendo que se pudo apreciar «una evolución en la puesta en escena y en el sonido, mientras que su repertorio [Londra] crece a una velocidad pocas veces vista». Además agregó que «el show gana en profesionalismo» gracias a sus canciones, medleys y sorpresas; y que Londra genera cercanía por su simpleza.

### Desempeño comercial
Leones con Flow Tour, según el sitio web Pollstar, registró sus mejores estadísticas en los dos conciertos ofrecidos en el Teatro Metropólitan de la Ciudad de México, donde se vendieron un total de 6.233 entradas y a nivel general la gira recaudó un total de $USD 206.038 dólares durante todo su recorrido, convirtiendo a Londra en el artista argentino con mayores ingresos por un tour en 2018.

## Repertorio
| Repertorio (2018) |
| --- |
| Repertorio principal: 1. «Condenado para el millón» 2. «Relax» 3. «Me tiene mal» 4. «Está bien» 5. «Cámara lenta» 6. «Noche complicada» 7. «Luna llena» 8. «Cuando te besé» 9. «Te amo» 10. «Chica paranormal» 11. «Nena maldición» 12. «Dímelo» 13. «Adán y Eva» |

## Fechas
| América del Sur          |                         |           |                                |
| 8 de junio de 2018       | San Fernando del Valle  | Argentina | Veer Club                      |
| 9 de junio de 2018       | Salta                   | Argentina | Cine Teatro Florida            |
| 10 de junio de 2018      | San Salvador de Jujuy   | Argentina | Centro Cultural Martín Fierro  |
| 16 de junio de 2018      | Buenos Aires            | Argentina | Club Museum                    |
| 23 de junio de 2018      | Sáenz Peña              | Argentina | Complejo Papa Francisco        |
| 23 de junio de 2018      | Charata                 | Argentina | Club Asociación Española       |
| 29 de junio de 2018      | Villa Mercedes          | Argentina | Espacio Mitre                  |
| 30 de junio de 2018      | Villa Carlos Paz        | Argentina | Khalama Disco                  |
| 30 de junio de 2018      | Santa Rosa              | Argentina | Complejo Sheik                 |
| 6 de julio de 2018       | Buenos Aires            | Argentina | Bloody                         |
| 8 de julio de 2018       | Alta Gracia             | Argentina | Moskita Muerta Club            |
| 20 de julio de 2018      | Buenos Aires            | Argentina | Pinar de Rocha                 |
| 21 de julio de 2018      | Buenos Aires            | Argentina | The Box Disco                  |
| 25 de julio de 2018      | Buenos Aires            | Argentina | El Bosque                      |
| 27 de julio de 2018      | Posadas                 | Argentina | Espacio UMMA                   |
| 28 de julio de 2018      | Asunción                | Paraguay  | Coyote                         |
| 18 de agosto de 2018     | Cúcuta                  | Colombia  | Club Cazadores                 |
| 22 de septiembre de 2018 | Embalse                 | Argentina | Predio El Ceibo                |
| 23 de septiembre de 2018 | Tunuyán                 | Argentina | Anfiteatro Municipal Tunuyán   |
| 28 de septiembre de 2018 | Buenos Aires            | Argentina | Teatro Gran Rex                |
| 30 de septiembre de 2018 | Buenos Aires            | Argentina | Teatro Gran Rex                |
| 5 de octubre de 2018     | Córdoba                 | Argentina | Espacio Quality                |
| 6 de octubre de 2018     | Rosario                 | Argentina | Teatro Broadway                |
| 7 de octubre de 2018     | Rosario                 | Argentina | Teatro Broadway                |
| 12 de octubre de 2018    | Buenos Aires            | Argentina | Teatro Gran Rex                |
| 13 de octubre de 2018    | Buenos Aires            | Argentina | Teatro Gran Rex                |
| 21 de octubre de 2018    | Santiago                | Chile     | Teatro Caupolicán              |
| 27 de octubre de 2018    | Montevideo              | Uruguay   | Teatro de Verano Ramón Collazo |
| 2 de noviembre de 2018   | Mendoza                 | Argentina | Stadium Arena Maipú            |
| 3 de noviembre de 2018   | San Juan                | Argentina | Estadio Aldo Cantoni           |
| 10 de noviembre de 2018  | Posadas                 | Argentina | La Cascada                     |
| 11 de noviembre de 2018  | Corrientes              | Argentina | Estadio José Jorge Contte      |
| 15 de noviembre de 2018  | Santa Cruz de la Sierra | Bolivia   | Fexpocruz Arena                |
| 16 de noviembre de 2018  | La Paz                  | Bolivia   | Teatro Al Aire Libre           |
| 22 de noviembre de 2018  | Lima                    | Perú      | Barranco Arena                 |
| América del Norte        |                         |           |                                |
| 25 de noviembre de 2018  | Ciudad de México        | México    | Teatro Metropólitan            |
| 29 de noviembre de 2018  | Ciudad de México        | México    | Teatro Metropólitan            |
| 30 de noviembre de 2018  | Guadalajara             | México    | Auditorio Telmex               |
| 2 de diciembre de 2018   | Monterrey               | México    | Auditorio citiBanamex          |